# 中山增四
武仙座104，又名BD+31 3199，HD 167006、SAO 66737、HR 6815，是武仙座的一颗恒星，视星等为4.97，位于銀經58.2，銀緯21.59，其B1900.0坐标为赤經18h 8m 8.3s，赤緯+31° 21.59′ 49″。